# Pirati dei Caraibi - Oltre i confini del mare
Pirati dei Caraibi - Oltre i confini del mare (Pirates of the Caribbean: On Stranger Tides) è un film del 2011 diretto da Rob Marshall; prodotto da Walt Disney Pictures, in co-produzione con Jerry Bruckheimer Films, e distribuito dai Walt Disney Studios Motion Pictures.
Scritto da Ted Elliot e Terry Rossio, ispirato all'omonima attrazione dei Parchi Disney, la pellicola è il quarto capitolo del franchise Pirati dei Caraibi. La sceneggiatura è stata influenzata anche dal romanzo Mari Stregati di Tim Powers (di cui prende il titolo originale On Stranger Tides). Il film vede il ritorno di Johnny Depp, Geoffrey Rush e Kevin McNally nei rispettivi ruoli, mentre si aggiungono Penélope Cruz, Ian McShane, Sam Claflin e Stephen Graham.
Con un budget di 379 milioni di dollari, è il quinto film più costoso nella storia del cinema. 
La pellicola ha avuto un seguito: Pirati dei Caraibi - La vendetta di Salazar, uscito a maggio 2017.

## Trama
Al largo della costa spagnola, due pescatori trovano un uomo nelle loro reti, che afferma di essere un membro dell'equipaggio di Juan Ponce de León, un conquistador spagnolo morto 200 anni prima durante una spedizione alla ricerca della Fonte della Giovinezza. L'uomo viene portato a Cadice, presso Re Ferdinando VI, che riceve dall'uomo pescato in mare il diario di viaggio di Ponce de León, per poi spirare. Il re spagnolo dà così l'ordine al suo uomo più fidato di trovare la Fonte.
A Londra, Joshamee Gibbs, scambiato per Jack Sparrow, viene messo sotto processo per pirateria. Jack Sparrow, travestito da giudice, riesce a salvare Gibbs e a liberarlo, ma durante la fuga i due vengono catturati dalla Guardia Reale Britannica. Jack viene portato al cospetto di Re Giorgio II, che gli propone di guidare una spedizione verso la Fonte della Giovinezza capitanata da Hector Barbossa, ora un corsaro al servizio del re, da cui scopre che la Perla Nera (nave di Jack Sparrow poi presa da Barbossa alla fine del terzo film) è affondata e che nel bombardamento Barbossa ha perso una gamba. Jack riesce a fuggire dal palazzo reale e si reca alla locanda La figlia del Capitano, dove aveva scoperto in una precedente discussione con Gibbs che qualcuno si fingeva lui per arruolare una ciurma e partire alla ricerca della Fonte. Jack affronta così l'impostore, che scoprirà poi essere Angelica Teach, una fiamma del suo passato. La misteriosa donna lo rapisce e lo trasporta sulla Queen Anne's Revenge, la nave del famigerato pirata Edward Teach, soprannominato "Barbanera".
Barbossa arruola Gibbs, l'unico oltre a Jack a sapere la posizione esatta della Fonte, sulla nave HMS Providence. Jack, nel frattempo, scopre che Barbanera è il padre di Angelica e che la sua ricerca della Fonte è un disperato tentativo di rompere una profezia che rivela la sua morte entro due settimane per mano di un uomo senza una gamba. Angelica, con una bambolina voodoo, minaccia Jack, il quale non può quindi fare altro che assecondare gli ordini di Barbanera e condurlo alla Fonte. Per usufruire della Fonte della Giovinezza sono necessari due Calici d'Argento appartenuti a Ponce de León e una lacrima di sirena. Un calice deve contenere solamente l'acqua della fonte, l'altro anche la lacrima: colui che berrà dal calice contenente la lacrima otterrà tutti gli anni vissuti e quelli che avrebbe dovuto vivere da colui che berrà dal calice contenente solo acqua.
A Whitecap Bay, Barbanera ordina di catturare una sirena. Queste creature pesciformi sono però tutt'altro che socievoli e dopo aver attaccato un gruppo di pirati utilizzato come esca, si dirigono in massa verso la spiaggia, affrontando Barbanera e Jack, il quale riesce a scacciarle facendo esplodere un faro posto su una delle estremità della baia. La ciurma subisce pesanti perdite, ma alla fine, mentre Jack fa esplodere il faro, Philip, il missionario di bordo, viene salvato da morte certa da una sirena, che resta però intrappolata in una piccolissima insenatura. Sotto gli occhi sconcertati del ragazzo, gli uomini di Barbanera la catturano. Raggiunta la giungla dell’isola, Jack viene inviato da Barbanera alla ricerca della Santiago, la nave di Ponce de León, dove sono nascosti i Calici d'Argento. Nel frattempo, Philip si affeziona alla sirena catturata, e le dà il nome di Serena; Barbanera, approfittando dell'interesse reciproco nato tra i due giovani, riesce ad ottenere la lacrima con uno stratagemma.
Dopo aver recuperato i Calici d'Argento, Jack si ricongiunge con Barbossa, e insieme vengono catturati dagli spagnoli. Barbossa rivela a Jack che la Perla Nera è stata catturata proprio da Barbanera tramite un maleficio e che, per sfuggire alla morte, lui stesso fu costretto ad amputarsi una gamba rimasta intrappolata fra i cordami della nave che stava affondando. Il suo vero scopo è quindi vendicarsi di Barbanera. Jack, riunitosi a Teach e alla sua ciurma, arriva alla Fonte, dove Barbossa tende loro un agguato dando inizio a una battaglia. Improvvisamente arrivano gli spagnoli, sostenendo che la Fonte sia un luogo profano e che quindi cominciano a distruggere. Grazie a un momento di distrazione, Barbossa trafigge Barbanera con la sua spada avvelenata. Angelica, cercando di aiutare suo padre, si ferisce accidentalmente la mano con la lama avvelenata: sia lei che suo padre sono quindi mortalmente feriti. Jack riempie i calici magici con le ultime gocce rimaste dell'acqua della Fonte, ormai distrutta, poi versa la lacrima di Serena in uno di essi. Barbanera chiede ad Angelica di sacrificarsi per lui e, anche se lei era disposta a farlo, Jack scambia astutamente i calici: Barbanera muore, consumato dalle acque della Fonte, e Angelica si salva, ma non riesce a perdonare a Jack l'affronto di aver sacrificato la vita del padre per salvare la sua.
Tornato sulla riva, Barbossa prende come trofei personali la spada ed il completo comando della Queen Anne's Revenge, dirigendosi con la sua nuova ciurma verso Tortuga: ritorna così ad essere un pirata, abbandonando la vita da corsaro, mentre Serena salva Philip da una ferita mortale, baciandolo e scomparendo con lui in acqua (il bacio delle sirene permette di respirare sott'acqua). Jack abbandona su un'isola deserta Angelica che, furiosa, tenta di ucciderlo con la sua pistola, mancandolo. Infine, Jack si ricongiunge con Gibbs, che era precedentemente riuscito a rubare dalla cabina di Barbanera tutta la flotta di navi-trofeo racchiuse in bottiglie e prese durante il corso degli anni dal defunto Barbanera, tra cui la Perla Nera. Anche se tirarla fuori dalla bottiglia sembra un’impresa misteriosa ed ardua, entrambi sono felici di riavere la loro nave.
Nella scena dopo i titoli di coda, Angelica, rimasta sola sull'isola deserta, trova tra le onde la bambolina voodoo di Jack e sorride, iniziando a pensare ad una possibile vendetta.

## Produzione
Poco prima della première di Pirati dei Caraibi - Ai confini del mondo, Jerry Bruckheimer aveva dichiarato che era la fine della trilogia, ma che l'idea di uno spin-off era possibile. Dopo il successo del film, Dick Cook, presidente della Walt Disney Studio, si è detto interessato a un quarto episodio. Il 25 settembre 2008, durante un evento Disney sui film in uscita al Kodak Theater, Cook e un Johnny Depp nei panni di Jack Sparrow hanno annunciato che un quarto film dei Pirati era stato messo in cantiere. L'11 settembre 2009, alla Disney's D23 convention, il titolo è stato annunciato come Pirati dei Caraibi: On Stranger Tides.
L'eventualità di proseguire la serie Pirati dei Caraibi con un quarto episodio od una seconda trilogia fu presa in considerazione durante il secondo quarto del 2006 dall'attore e protagonista della serie Johnny Depp (nei film Jack Sparrow). Nell'aprile 2007 la Disney Pictures opzionò i diritti cinematografici del romanzo Mari stregati di Tim Powers con l'intenzione di usarlo in parte come base per il nuovo film. Dopo la conferma del titolo ufficiale del quarto episodio, On Stranger Tides (che è anche il titolo dell'edizione originale del romanzo di Powers), corsero molte indiscrezioni su possibili collegamenti tra le due opere, venendo dapprima parzialmente confermate dall'agente dello scrittore secondo cui il collegamento tra i due titoli non era una mera coincidenza, e poi da Powers stesso dopo che gli fu revocato l'invito dello studio cinematografico di mantenere silenzio sul fatto. Secondo lo sceneggiatore Terry Rossio il fatto che la Disney avesse opzionato il romanzo non avrebbe significato necessariamente che il film sarebbe stato tratto da esso, poiché l'intenzione era di narrare la ricerca della Fonte della giovinezza e viste le somiglianze che accomunavano le due trame si pensò di comprare i diritti del romanzo in modo da poter usufruire anche di altri elementi di quella storia.
Riguardo ad un quarto film, l'idea di Jerry Bruckheimer era che la saga si dovesse concludere con Ai confini del mondo, nonostante il finale potesse far pensare ad una probabile continuazione. In aggiunta, il produttore citò, nell'evenienza, la possibilità di realizzare alcuni spin-off riservati ai personaggi chiave. Secondo Terry Rossio, lo stato del film era uguale a quello che passò Indiana Jones e il regno del teschio di cristallo: ovvero, a favore o contro la sua realizzazione erano presenti diverse forze. Anche Bill Nighy (interprete di Davy Jones) espresse alcuni dubbi circa la reale possibilità di vedere sul grande schermo un quarto film, perché diverse persone erano in attesa di sentire «che il mondo avesse ancora fame di nuovi film sui pirati», specificando che se un nuovo film fosse stato fatto a lui avrebbe fatto piacere farne parte.

### Regia
Gore Verbinski precisò che sarebbe tornato alla regia di un film su Pirati dei Caraibi solamente se gli fosse stata disposta una buona sceneggiatura da adattare. Qualche tempo dopo, Verbinski fu chiamato per un film basato sul videogioco BioShock e per dirigere il film d'animazione Rango, abbandonando con ciò la produzione del tanto agognato film:
Quando nella metà del 2009 la realizzazione di BioShock entrò in fallo a tempo indeterminato, diverse personalità interne alla Disney richiesero un ritorno di Verbinski alla guida del progetto, ottenendo un nulla di fatto. Per sostituirlo, si fecero quindi diversi nomi, tra i quali, quello di Tim Burton, ma la cosa fu presto liquidata da Terry Rossio, il quale dichiarò che «la Disney ritiene questa una serie troppo delicata per permettere cose come queste», in riferimento a Burton regista. Dopo una serie di colloqui, nell'agosto 2009 la Disney annunciò l'assunzione di Rob Marshall, il quale dichiarò alla presentazione del suo ultimo film Nine:
(Parte delle dichiarazioni di Rob Marshall intervistato da ComingSoon.)

### Sceneggiatura
Già nel corso dello sciopero degli sceneggiatori (2007-2008) i nomi di Terry Rossio e Ted Elliott erano indicati come autori del nuovo film, il cui ingaggio fu poi confermato diverso tempo dopo. Riguardo alla trama, Verbinski puntualizzò sul fatto che avrebbe preferito una storia poco confusionale per meglio dedicarsi allo sviluppo dei personaggi.
(Terry Rossio)
Nel novembre 2008, Jerry Bruckheimer spiegò che, essendo i due al lavoro sulla sceneggiatura, l'avvio della preproduzione sarebbe stato questione di tempo; commentandone il lavoro preliminare come una «storia divertente e molto originale».
Come lasciato presagire dal finale di Ai confini del mondo e come prospettato da taluni, il duo si mise a lavorare sull'espansione della trama con i protagonisti alla ricerca della fonte della giovinezza e nuovi antagonisti, tra i quali un nemico vagamente ispirato a capitano Nemo alla cui disposizione tecnologie avanzate rendendo il film sullo stile di uno steampunk, sebbene in un primo tempo si fosse parlato di trattare in maniera più approfondita il passato di Jack Sparrow, o, in alternativa, concentrarsi sui personaggi secondari.
Comunque, Depp spiegò che il semaforo verde sarebbe stato dato dai produttori solo se fosse stato dato loro un lavoro di buona qualità, la cui trama avrebbe dovuto radicalmente elevarsi dalle precedenti. Proprio a causa di queste linee guida impartite, la preproduzione tardò a procedere, e Geoffrey Rush spiegò fosse perché i due stavano lavorando a una «storia che si lasci alle spalle i primi tre film, lanci tutto verso una nuova direzione che possibilmente interessi il pubblico».
Alla fine dell'ottobre 2009, in occasione della presentazione del trailer di Prince of Persia - Le sabbie del tempo agli uffici di produzione di Santa Monica, Bruckheimer annunciò come la scrittura della sceneggiatura fosse terminata.

### Cast
Alcune indiscrezioni altalenate da conferme e smentite indicarono che Orlando Bloom, nei film Will Turner, non avrebbe più prestato parte ai nuovi episodi per questioni di visibilità, salvo poi essere confermate dallo stesso Bloom in un'intervista per MTV all'edizione 2010 del Sundance Film Festival: «Ho davvero intenzione di concentrarmi su nuovi progetti. Comunque il film sarà stupendo e qualunque cosa faccia Johnny Depp sarà sicuramente fantastica».
Notizie della stessa natura circolarono attorno Keira Knightley, nei film Elizabeth Swann, a causa dell'incertezza pubblicamente manifestata dall'attrice ancora prima che uscisse La maledizione del forziere fantasma. La Knightley comunicò poi all'edizione 2007 del festival di Venezia, dove concorreva con il film Espiazione, che ulteriori apparizioni del personaggio da lei interpretato sarebbero state superflue, nonché, avrebbe corso il rischio di legare la sua immagine alla parte e quindi di ledere alla sua carriera futura.
Johnny Depp, che per primo mostrò interesse al futuro della serie, confermò la sua presenza la notte del 24 settembre 2008 durante una cerimonia della Walt Disney Pictures al Kodak Theatre di Hollywood. Il suo ritorno fu oggetto di alcune indiscrezioni legate al presunto salario di 55 milioni di dollari statunitensi (pari a circa 37,3 milioni di euro) che l'attore avrebbe richiesto ed ottenuto per firmare il contratto multiprogetto della Disney; pur non confermando, ma neanche smentendo, la liquidità versata all'attore, la Disney precisò in un articolo successivo a queste voci come effettivamente fosse stato elargito un salario molto alto (35 milioni di dollari), in virtù del fatto che senza la sua partecipazione la serie sarebbe stata «morta e sepolta». Dopo che nel 2009, Dick Cook uscì dalla presidenza della Walt Disney via dimissioni, Depp si prese un momento di riflessione spiegando come fosse molto legato all'uomo, e che la situazione lo aveva sconvolto a tal punto da fargli ripensare a un suo ritorno nel film; in ogni caso, in base al contratto pattuito con la compagnia, avrebbe obbligatoriamente dovuto girare il quarto film, salvo poi essere rimpiazzato negli eventuali seguiti. Bruckheimer spiegò che l'allontanamento di Cook dalla presidenza non significava necessariamente anche un suo allontanamento dalla serie.
Altre notizie, poi smentite, volevano la comparsa di un fratello minore di Jack Sparrow con aspiranti al ruolo: Sacha Baron Cohen, Russell Brand, che tuttavia confermò d'aver preso a parte a discussioni per il ruolo con gli autori, ma di come dovette declinare l'offerta per via di altri impegni presi in precedenza, Zac Efron, che smentì egli stesso la notizia e Robert Pattinson, la cui apparizione fu invece negata dalla Disney.
Nel febbraio 2010 entrarono a far del cast anche Ian McShane nella parte di Barbanera, indicato come «il pirata più orribile di tutti i tempi», e Penélope Cruz come sua figlia, la quale avrebbe stretto un rapporto di natura amorosa con Depp. Geoffrey Rush chiese ed ottenne di tornare ad interpretare Barbossa. Anche Bill Nighy, nei film Davy Jones, mostrò interesse a tornare nonostante il suo personaggio morisse nel terzo film:
(Bill Nighy su MTV.)
(Oren Aviv sul quarto film.)
Nel marzo 2010 si aprì la selezione del cast artistico per le interpreti femminili. In un comunicato legato alla scelta delle attrici, la Walt Disney specificò come le candidate ideali avrebbero dovuto sottostare ai seguenti parametri: "bella presenza, un metro e 70, taglia 38 o 40, non più grande e non più piccola, età compresa tra i 18 e i 25 anni, un corpo snello da ballerina e, soprattutto, seni veri". Inoltre, per richiesta esplicita dei produttori, il seno avrebbe dovuto essere naturale, senza alcuna presenza di ritocchi artificiali come protesi mammarie, per meglio adeguarsi a scene d'azione e combattimento nelle quali un seno naturale avrebbe avuto più scioltezza e capacità di rimbalzo rispetto a uno rifatto. Per determinare la naturalezza o meno del seno, i produttori annunciarono la dotazione di un test apposito.
In aprile entrarono in trattative per ruoli da definire: Stephen Graham, Sam Claflin e Max Irons; qualche tempo dopo Claflin sarà confermato nel ruolo del missionario Philip. L'attrice spagnola Àstrid Bergès-Frisbey, dopo essere stata provinata personalmente sia da Bruckheimer che Marshall, fu confermata per la parte di Syrena, una sirena importante per la trama.
Greg Ellis ha confermato che tornerà come Lt Theodore Groves, e Bruckheimer ha confermato che Kevin McNally tornerà come Joshamee Gibbs. Il 5 febbraio 2010, Mackenzie Crook ha annunciato che non avrebbe ripreso il ruolo di Ragetti.
Stephen Graham è stato confermato per il ruolo di Scrum, la spalla di Jack Sparrow. Il 16 aprile 2010, Sam Claflin è stato confermato per interpretare un missionario di nome Filippo, e il 25 maggio, l'attore britannico Paul Bazely è entrato nel cast. Keith Richards torna nei panni del capitano Teague. Nel film appare per un breve cameo pure l'attrice britannica Judi Dench nei panni di una nobildonna derubata da Jack Sparrow (Depp).

### Bilancio
Un problema espresso per la continuazione della serie riguardò il bilancio. Durante le prime fasi dello sviluppo vennero a galla le preoccupazioni della Walt Disney circa il proseguimento della serie su film dall'alto costo e impatto visivo. Ciò venne poi confermato all'edizione Comic-Con 2009.
Nel maggio 2010 un articolo del Los Angeles Times annunciò che al film sarebbe stata applicata la nuova politica di contenimento delle spese relative alle grandi produzione estive adottata dalla nuova dirigenza di Rich Ross, e che Bruckheimer si offrì volontariamente come supervisore di questo piano per il film iniziando a valutare metodi per ottenere sconti fiscali nelle spese di lavorazione. In ottemperanza a questa linea, i giorni delle riprese vennero abbassati a 95, riviste le scene considerate più costose e parte della prima versione della sceneggiatura. Ridotti anche gli effetti visivi previsti, una delle scene che risentirono di ciò fu quella della "Fiera del Ghiaccio", una lunga sequenza d'inseguimento su un fiume Tamigi completamente ghiacciato in seguito accorciata a metà del tempo previsto.
In seguito, lo sceneggiatore Terry Rossio smentì parzialmente quanto presente nell'articolo, precisando che i tagli alle spese non avrebbero influito sul risultato finale dell'opera, ma solamente che per la sua realizzazione ci si sarebbe dovuti mantenere entro alcuni limiti a dispetto degli episodi precedenti nei quali la spesa finale lievitò enormemente. Comunque, Rossio spiegò che al tempo erano in corso alcuni incontri per decidere l'abbassamento della spesa di produzione, e che per il film sarebbero stati promossi degli sgravi fiscali, precisando ancora che nulla era stato deciso circa il girare in tridimensionale o meno.
In linea definitiva, il presidente dei Disney Studios, Rich Ross, ha limitato il budget a 378.5 milioni di dollari, rivelando il budget totale del film, incluso il marketing, per un totale di $410,6 milioni tramite i rendiconti degli incentivi fiscali britannici.

### Riprese
Tra il 2007 e il 2008 alcuni annunci sulla produzione spiegarono come le riprese sarebbero iniziate dopo il 2009, magari avvalendosi della tecnologia IMAX per aumentare l'impatto visivo sul pubblico visti i propositi della compagnia di investire sul cinema tridimensionale nei progetti futuri. Poco prima che iniziassero le riprese, Rick Ross approvò l'uso del tridimensionale per il film a seguito di alcune prove effettuate da Marshall nei mesi precedenti, annunciando che le «scene composte per la maggior parte da inquadrature con effetti visivi» sarebbero state girate in maniera tradizionale e riconvertite in tridimensionale nella postproduzione, mentre «un buon due terzi di film» comprendente di «tutte le scene con gli attori, i momenti drammatici e così via», sarebbe stato invece direttamente «girato in stereoscopia». Per rendere possibile tale tecnica il film è il primo della saga girato interamente in digitale, utilizzando cineprese Red Epic (2 alla volta per le sequenza 3D), le stesse utilizzate anche da Peter Jackson per Lo Hobbit.
Nel febbraio 2010, parte del set della Perla nera fu trasportato e ancorato in una delle isole, e in aprile iniziarono i lavori di ristrutturazione della struttura insieme alla costruzione di nuovi set da utilizzare per le riprese. Bruckheimer parlò di avviare le riprese già lo stesso anno, il cui inizio ideale sarebbe rientrato tra l'aprile e il maggio. In effetti, ad alcuni attori, tra i quali Geoffrey Rush, venne poi chiesto di tenersi liberi da impegni lavorativi per il periodo primaverile; ma poi la data d'inizio riprese fu fissata per giugno, altalenate tra Hawaii, Los Angeles e la Cornovaglia.
Le riprese di prima unità sono iniziate il 14 giugno 2010 alle Hawaii al termine di un ciclo di preproduzione formato da prove di ripresa e prove tecniche. Alle Hawaii le riprese si sono svolte principalmente in estate, tra le isole di Kaua'i e O'ahu, al termine di alcuni accordi raggiunti tra il governatore Linda Lingle e il presidente dello studio Bob Iger; capitalizzando all'incirca 85 milioni di dollari sull'economia hawaiiana in maniera diretta e indiretta, realizzando decine di posti di lavoro nelle isole.
Alcune scene sono state girate ai Pinewood Studios di Londra.
La caduta di Johnny Depp durante la corsa per la nave di Ponce de León è vera, il regista non ha voluto tagliare comunque quella scena.
Verso la fine delle riprese, per le inquadrature da lontano, Penelope Cruz è stata sostituita dalla sorella Mónica, dato che si cominciava a notare il suo stato di gravidanza.

### Effetti visivi
Gli effetti speciali digitali sono stati realizzati dalle aziende Industrial Light & Magic, Moving Picture Company, Hydraulx, New Deal Studios e BlueBolt.

## Promozione

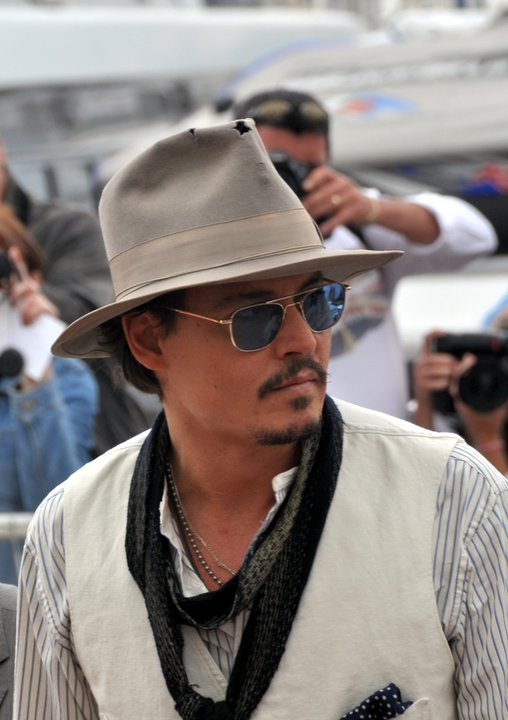
Johnny Depp promuove il film al Festival di Cannes 2011

Il logo ufficiale del film fu mostrato per la prima volta l'11 settembre 2009 durante la D23 Expo.
Jerry Bruckheimer confermò che il teaser trailer sarebbe stato allegato alle copie di Tron Legacy il 17 dicembre 2010.

## Distribuzione
Nel febbraio 2008, la Walt Disney Pictures pubblicò una lista dei progetti cinematografici previsti per il tardo futuro, specificando che il nuovo film di Pirati dei Caraibi sarebbe uscito dopo il 2011; nell'estate 2012 secondo il produttore Jerry Bruckheimer. A contribuire al continuo ritardare delle date di produzione e distribuzione anche il coinvolgimento di Johnny Depp in un film dedicato alla serie televisiva Il ranger solitario, la cui produzione risultava in parte concomitante con quella di PdC4 e al quale la Disney Pictures voleva dare priorità, ma che successivamente entrò in stallo. Di conseguenza, la data d'uscita parzialmente fissata per il Natale 2011, fu spostata a quella precedentemente indicata da Bruckheimer: estate 2012.
L'11 settembre 2009, alla D23 Expo fu annunciato che il film, intitolato in maniera definitiva Pirates of the Caribbean: On Stranger Tides, sarebbe uscito entro l'estate del 2011, data poi anticipata al 20 maggio dello stesso anno, dopo l'annullamento del quarto episodio di Spider-Man. Sarà inoltre pubblicato in IMAX 3D, così come 2D tradizionale e formato IMAX. Il film è stato proiettato per la prima volta in Italia in IMAX 3D nella sala di apertura presso l'UCI Cinemas di Pioltello (Milano), il 18 maggio.

### Edizione italiana
La direzione del doppiaggio e i dialoghi italiani sono a cura di Carlo Cosolo, per conto della Technicolor spa.

## Accoglienza

### Incassi
Pirati dei Caraibi - Oltre i confini del mare si è rivelato il secondo film più proficuo della saga, incassando 241071802 $ in Nordamerica e 805649464 $ nel resto del mondo, per un totale di 1046721266 $, contro un budget di 378.5 milioni di dollari..
In Italia il film ha incassato in totale 16960000 € e 5312000 € nel suo fine settimana d'apertura.

### Critica
Il film ha ricevuto recensioni negative da parte della critica cinematografica. Su Rotten Tomatoes ha un punteggio di approvazione del 32% basato su 275 recensioni, con un voto medio di 5 su 10; il consenso critico del sito recita: "È più corto e più scarno del sequel precedente, ma questo Pirati dei Caraibi si incaglia su una trama sconnessa e una raffica senza sosta di sequenze d'azione rumorose." Su Metacritic, il film segue un punteggio medio di 45 su 100, basato sul parere di 39 critici.
Roger Ebert diede al film 2 stelle su 4, affermando che sebbene la rimozione di Knightley e Bloom e l'aggiunta di Cruz fossero aspetti positivi, il film in generale era "troppo grande" per lui. Tom Long di The Detroit News ha dato una D+, dicendo che Jack Sparrow aveva "esaurito il suo benvenuto". Nonostante la trama più lineare, "il film è ancora ridicolo". Ha trovato il film "esattamente quello che ti aspetteresti dal quarto capitolo di un film basato su una giostra in un parco di divertimenti: un sacco di rumore, un sacco di acrobazie e totale stupidità". Mark Kermode ha dato al film una recensione estremamente negativa. La trama è stata criticata come incoerente e confusa.

## Riconoscimenti
- 2011 - ALMA Award
  - Nomination Attrice preferita in un film d'avventura/drammatico a Penélope Cruz
- ASCAP Award
  - Film al top del box office a Hans Zimmer
- 2012 - Empire Award
  - Nomination Miglior debutto maschile a Sam Claflin
- 2011 - Golden Schmoes Award
  - Nomination Maggior delusione dell'anno
- 2012 - Jupiter Award
  - Nomination Miglior attrice internazionale a Penélope Cruz
  - Nomination Miglior attore internazionale a Johnny Depp
- 2012 - Kids' Choice Awards
  - Nomination Miglior attore a Johnny Depp
- 2012 - Movie Guide Award
  - Miglior film per un pubblico maturo
  - Nomination Miglior film rivelazione anche
  - Nomination Miglior performance rivelazione cinematografica a Sam Claflin
- 2012 - People's Choice Awards
  - Nomination Film preferito
  - Nomination Cast cinematografico preferito
- 2011 - Scream Award
  - Miglior scena di inseguimento ( Inseguimento attraverso Londra)
  - Nomination Miglior film fantasy
  - Nomination Miglior attrice fantasy a Penélope Cruz
  - Nomination Miglior attore fantasy a Johnny Depp
  - Nomination Miglior cameo a Keith Richards
- 2011 - Teen Choice Awards
  - Nomination Miglior film fantasy
  - Nomination Miglior attore di film fantasy a Johnny Depp
  - Nomination Miglior cattivo a Ian McShane

## Sequel
Un quinto capitolo, intitolato Pirati dei Caraibi - La vendetta di Salazar (Pirates of the Caribbean: Dead Men Tell No Tales), era inizialmente previsto per il 7 luglio 2017, ma è stato in seguito anticipato al 26 maggio 2017. La regia è stata affidata a Joachim Rønning e Espen Sandberg, mentre la sceneggiatura è stata scritta da Jeff Nathanson da uno script di Terry Rossio.